# Jacques Boulenger
Jacques Amand Romain Boulenger (Parigi, 27 settembre 1879 – Parigi, 22 novembre 1944) è stato uno scrittore e critico letterario francese.

## Biografia
Frequentò l'École des chartes, fu co-fondatore della Revue du seizième siècle e tra i collaboratori della Revue critique des idées et des livres di Jean Rivain e Eugène Marsan.
Specializzato in letteratura medievale e del Rinascimento, a lui si devono vari adattamenti dei romanzi del ciclo bretone (Lancillotto, leggenda di re Artù) e l'edizione completa delle opere di Rabelais nella Bibliothèque de la Pléiade (Gallimard). Compose anche un compendio della storia del Grand Siècle (1911).
Critico letterario, Boulenger fu autore di vari studi, tra cui uno sul poeta Émile Henriot, su Marceline Desbordes-Valmore, Nostradamus, Gérard de Nerval, Paul-Jean Toulet e sul dandismo. I suoi scritti apparsi su l'Opinion e L'Écho de Paris furono raccolti nel volume Mais l'art est difficile (1921 - 1922).
Quanto alla produzione narrativa, scrisse Le Miroir à deux faces, Crime à Charonne, Adam et Ève e Les Soirs de l'archipel, Contes de ma cuisinière.
Nel 1939 gli fu conferito il Gran premio di letteratura dell'Accademia francese per l'insieme delle sue opere.

## Opere

### Traduzioni in italiano
- Jacques e Marcello Boulenger, Con Gabriele D'Annunzio, traduzione di Aldo e Alberto Gabrielli, Foligno, Campitelli, 1925.
- Jacques Boulenger, I romanzi della Tavola rotonda, edizione italiana a cura di Gabriella Agrati e Maria Letizia Magini, Milano, A. Mondadori, 1981.